# شمس الأسرار
شمس الأسرار (بالبرتغالية: Sol Nascente‏) دراما برازيلية.

## قصة المسلسل
تقع في مدينة الشمس المشرقة، تتبع المؤامرة مسار صديقين من خلفيات مختلفة. أليس وماريو، حفيد المهاجرين الإيطاليين، جيبينا وجايتانو، اللذان جاءا إلى البرازيل هربًا من المافيا وماريو الذي كان صديقًا لطفولتة أليس. أثارها المهاجر الياباني كازو تاناكا كإبنتها بالتبني، إلى جانب أبناء عمومة يومي، هيرومي وهيديو. تتزعزع الصداقة عندما يقع ماريو في حب صديقتة الذي تغادر للدراسة في اليابان لمدة عامين. غير ناضجة ومتسرعة، سوف يتعين عليه تغيير طريقته في التغلب على أليس، التي تتورط مع سيزار، الرجل الذي يبدو أنه مثالي، ولكنه يريد أن يشعر بالرضا عنها.

## روابط خارجية
- شمس الأسرار على موقع IMDb (الإنجليزية)
- شمس الأسرار على موقع كينوبويسك (الروسية)
- شمس الأسرار على موقع قاعدة بيانات الفيلم (الإنجليزية)